# André Vidigal
André Filipe Cunha Vidigal (Elvas, 17 augustus 1998) is een Angolees-Portugees voetballer die doorgaans als linksbuiten speelt. Hij stroomde in 2016 door vanuit de jeugd van Académica Coimbra.

## Carrière
Vidigal komt uit een Angolees-Portugese voetbalfamilie. Zijn vader Beto Vidigal speelde met O Elvas CAD in de Primeira Divisião, zijn oom Lito Vidigal speelde onder andere voor Belenenses en was Angolees international, zijn oom José Luís Vidigal speelde voor Estoril, Sporting, Napoli, Livorno, Udinese en het Portugees elftal, zijn oom Jorge Filipe Vidigal speelde ook voor verschillende Portugese clubs en het Angolese voetbalelftal, en ook zijn oom Toni Vidigal speelde voor verschillende Portugese clubs.
Vidigal debuteerde zelf op 8 januari 2017 in het betaald voetbal, in het shirt van Académica Coimbra. Dat verhuurde hem gedurende het seizoen 2017/18 aan Fortuna Sittard. De Limburgse club lichtte in december 2017 een optie in zijn contract dat haar het recht gaf om hem definitief in te lijven. Hij tekende een contract tot 2022. In het seizoen 2017/18 promoveerde hij met Fortuna naar de Eredivisie. In de winterstop werd hij voor anderhalf jaar verhuurd aan APOEL Nicosia. In het seizoen 2020/21 wordt hij aan GD Estoril-Praia verhuurd.

## Clubstatistieken
| Seizoen                        | Club               | Competitie     | Competitie | Competitie | Beker | Beker | Internationaal | Internationaal | Overig | Overig | Totaal | Totaal |
| Seizoen                        | Club               | Competitie     | Wed.       | Dlp.       | Wed.  | Dlp.  | Wed.           | Dlp.           | Wed.   | Dlp.   | Wed.   | Dlp.   |
| ------------------------------ | ------------------ | -------------- | ---------- | ---------- | ----- | ----- | -------------- | -------------- | ------ | ------ | ------ | ------ |
| 2016/17                        | Académica Coimbra  | Segunda Liga   | 6          | 0          | 0     | 0     | –              | –              | –      | –      | 6      | 0      |
| 2017/18                        | → Fortuna Sittard  | Eerste divisie | 12         | 7          | 2     | 0     | –              | –              | –      | –      | 14     | 7      |
| 2017/18                        | Fortuna Sittard    | Eerste divisie | 17         | 3          | 1     | 0     | –              | –              | –      | –      | 18     | 3      |
| 2018/19                        | Fortuna Sittard    | Eredivisie     | 10         | 2          | 3     | 3     | –              | –              | –      | –      | 13     | 5      |
| 2018/19                        | → APOEL Nicosia    | A Divizion     | 9          | 1          | 5     | 2     | –              | –              | –      | –      | 14     | 3      |
| 2019/20                        | → APOEL Nicosia    | A Divizion     | 13         | 1          | 2     | 0     | 3              | 0              | 1      | 0      | 19     | 1      |
| 2020/21                        | → GD Estoril-Praia | Segunda Liga   | 9          | 2          | 1     | 0     | –              | –              | –      | –      | 10     | 2      |
| Carrièretotaal                 | Carrièretotaal     | Carrièretotaal | 76         | 16         | 14    | 5     | 3              | 0              | 1      | 0      | 94     | 21     |
| Bijgewerkt op 20 november 2020 |                    |                |            |            |       |       |                |                |        |        |        |        |